# Lilla Grötevatten
Lilla Grötevatten är en sjö i Kungälvs kommun i Bohuslän och ingår i Göta älvs huvudavrinningsområde. Lilla Grötevatten ligger i Svartedalen Natura 2000-område. Sjön är 6,5 meter djup, har en yta på 0,0089 kvadratkilometer och är belägen 110 meter över havet.